# Zlín (region)
 Zlín region  (tjekkisk:  Zlínský kraj ) er en administrativ region i Tjekkiet, beliggende i den østlige del af det centrale Mähren. Regionen har navn efter hovedbyen, der også er administrationsscenter, Zlín. Regionen har en udstrækning på 78 km fra nord til syd, og mellem 35 – 70 km fra øst til vest.

## Distrikter
Regionen består af fire distrikter:
| Statistiske oplysninger 2005 | Statistiske oplysninger 2005 | Statistiske oplysninger 2005 | Statistiske oplysninger 2005 | Statistiske oplysninger 2005 |
| ---------------------------- | ---------------------------- | ---------------------------- | ---------------------------- | ---------------------------- |
|                              |                              |                              |                              |                              |
| Distrikt                     | Areal i km²                  | Indbyggere                   | Gennemsnits- alder           | Kommuner                     |
| Kroměříž                     | 800                          | 107.852                      | 39,1                         | 80                           |
| Uherské Hradiště             | 991                          | 143.763                      | 39,0                         | 78                           |
| Vsetín                       | 1.143                        | 145.875                      | 38,5                         | 59                           |
| Zlín                         | 1.030                        | 192.994                      | 39,3                         | 87                           |

- Andel af Bruttonationalproduktet (2001): 4,8 %
- Arbejdsløshed (2002): 10,2 %

## Største byer
| By                    | Indbyggere (31. december 2005) |
| --------------------- | ------------------------------ |
| Zlín                  | 78.285                         |
| Kroměříž              | 29.024                         |
| Vsetín                | 28.261                         |
| Valašské Meziříčí     | 27.362                         |
| Uherské Hradiště      | 26.131                         |
| Otrokovice            | 18.665                         |
| Uherský Brod          | 17.399                         |
| Rožnov pod Radhoštěm  | 17.129                         |
| Holešov               | 12.332                         |
| Bystřice pod Hostýnem | 8.762                          |
| Napajedla             | 7.584                          |
| Hulín                 | 7.449                          |
| Slavičín              | 7.004                          |
| Staré Město           | 6.759                          |
| Brumov-Bylnice        | 6.014                          |
| Zubří                 | 5.458                          |
| Luhačovice            | 5.442                          |
| Kunovice              | 5.241                          |
| Chropyně              | 5.145                          |
| Valašské Klobouky     | 5.143                          |